# The Real Ghostbusters (arcadespel)
The Real Ghostbusters is een arcadespel gebaseerd op de gelijknamige animatieserie. Het spel werd uitgebracht door Data East in 1987. Later werd het spel ook overgezet op de Amiga, Amstrad CPC, Atari ST, Commodore 64 en ZX Spectrum.

## Gameplay
Het spel is voor maximaal drie spelers. Elk van de spelers neemt de rol aan van een van de Ghostbusters. De individuele personages zijn alleen te onderscheiden door de kleur van hun uniform.
De spelers moeten met de Ghostbusters in tien levels een leger van monsters stoppen. Deze moeten eerst met behulp van een energiestraal worden veranderd in onschuldige spoken, waarna ze kunnen worden gevangen. Power-ups die in het spel kunnen worden verzameld zijn onder andere sterkere wapens, een krachtveld voor tijdelijke onkwetsbaarheid, een voorwerp waarmee de Ghostbusters hun huisspook Slimer op kunnen roepen voor hulp.

## Platforms
| Jaar | Platform                               |
| ---- | -------------------------------------- |
| 1987 | Arcade                                 |
| 1988 | Amiga, Atari ST                        |
| 1989 | Amstrad CPC, Commodore 64, ZX Spectrum |

## Ontvangst
| Beoordeeld door                | Platform     | Datum     | Score |
| ------------------------------ | ------------ | --------- | ----- |
| The Games Machine (GB)         | ZX Spectrum  | mei 1989  | 86%   |
| Computer and Video Games (CVG) | Atari ST     | juni 1989 | 61%   |
| Computer and Video Games (CVG) | Amiga        | juni 1989 | 60%   |
| Computer and Video Games (CVG) | Amstrad CPC  | mei 1991  | 59%   |
| Your Amiga                     | Amiga        | juli 1989 | 58%   |
| The Games Machine (GB)         | Atari ST     | juli 1989 | 55%   |
| Commodore User                 | Commodore 64 | mei 1989  | 32%   |
| Zzap!                          | Amiga        | juli 1989 | 26%   |
| Datormagazin                   | Amiga        | mei 1989  | 20%   |
| Power Play                     | Amiga        | juni 1989 | 1%    |